# Alfred Hiestand
Alfred «Fredy» Hiestand (* 10. März 1943 in Hittnau; heimatberechtigt in Richterswil) ist ein Schweizer Unternehmer, bekannt als Hersteller tiefgekühlter Teiglinge.

## Leben und Werk
Alfred Hiestand, genannt Fredy, wuchs als Bauernsohn in Hittnau auf. Er absolvierte eine Lehre als Bäcker-Konditor in Zürich und Rüti ZH. Nach Anstellungen in Konditoreien der Region Zürich arbeitete er als Taxifahrer, um mehr Geld für einen eigenen Betrieb zu verdienen. Ende 1967 startete er in Zürich-Wikipkingen eine eigene Bäckerei und mietete ein kleines Verkaufslokal in Zürich-Seebach. Nachdem er ursprünglich Frischgebäck hergestellt hatte, entwickelte Hiestand Teiglinge als Halbfabrikat auch für andere Bäckereien, sogenannte Frischbackgipfeli. Ab 1975 zog er gemeinsam mit Albert Abderhalden als Geschäftsführer ein schweizweites Liefernetz für Teiglinge auf und wurde drittgrösster Schweizer Bäcker. Zum Erfolg wesentlich beigetragen hat seine Innovation der Vorgärung der Teiglinge vor dem Tiefkühlen. Derart sind die Teiglinge vor der Kühlung durch den Gärprozess bereits aufgegangen. Nach dem Fertigbacken weisen dadurch die Fertigprodukte konstante hohe Qualität auf. Um die Expansion der Produktion zu bewerkstelligen, wurde nach den Fabriken in Altstetten und später Schlieren in Lupfig eine weitgehend automatisierte Fertigungslinie 1994 in Betrieb genommen. Die Ausweitung des Geschäfts im Ausland erfolgte durch Produktionsstätten zuerst in Deutschland, dann auch in Polen, Österreich, England und in Asien. Der Vorstoss nach den USA misslang jedoch. Die bis dahin privat gehaltene Firma Hiestand AG wagte 1997 den Gang an die Schweizer Börse. Hiestand blieb vorerst Geschäftsführer und Hauptaktionär. Andere Aktionäre drängten auf Gewinnmaximierung und professionelles Management. Schliesslich zog sich Hiestand in den  Verwaltungsrat zurück und gab 2003 auch diese Funktion sowie den Grossteil seiner Aktien an der von ihm gegründeten Firma ab.
In der Folge gründete Hiestand mehrere Kleinunternehmen mit der Zielsetzung, hochwertige Backwaren herzustellen. So entstand die Firma Fredy’s AG in Baden und Josef’s Passionate Glutenfree AG, um gesundheitsfördernde Backwaren herzustellen. Fredy’s AG verwendet seit 2019 nur noch pestizidfrei gewachsenes Getreide. Zu den Neugründungen gehörte auch die Swiss Gastro Baking Holding AG. Er gründete zudem die Stiftung Fredy’s Plantation, um an der Elfenbeinküste Kakao, Moringa und weitere Nutzpflanzen zu bewirtschaften. Diese Firmen konnten jedoch die Erfolge der Hiestand AG nicht wiederholen. Den Ruf als Gipfelikönig wird Hiestand trotzdem behalten. Im Jahr 2023 begann die Migros ein von Fredy’s nach Demeter-Richtlinien produziertes Brot zu vertreiben.